# MacGuffin (шифр)
В криптографии, MacGuffin — симметричный блочный шифр, построенный на основе сети Фейстеля.
Алгоритм придуман Брюсом Шнайером и Мэттом Блэйзом в 1994 году в рамках Fast Software Encryption. И в том же году Винсент Рэймен и Барт Пренель показали его уязвимость для дифференциального криптоанализа, также имеющуюся у похожего шифра DES. Предназначался для исследования такой структуры шифров, как несбалансированная сеть Фейстеля.

## Введение
Традиционно, шифры, использующие сеть Фейстеля, делят входной блок на равные части — левую (целевой блок) и правую (управляющий блок). При каждом раунде блоки меняются местами. MacGuffin базируется на структуре, в которой целевой блок меньшей длины, чем управляющий. Шифр оперирует входными блоками длиной 64 бита, где целевая часть длиной 16 бит, а управляющая 48. Используется 128 битный ключ. Однако, количество раундов и размер ключа могут варьироваться.

## Архитектура
Большая часть дизайна заимствована у DES. Входной не зашифрованный текст разделён на 4 16 битных слова. S-блоки заимствованы у DES. Их используется 8, каждый возвращает результат из 4 битов, принимая 6 битов на входе. Но учитываются только 2 бита (суммарный результат должен быть 16 бит). Выход S-блока не становится на позиции битов, использующихся для входа самого же блока, в течение следующих 4 раундов. Шифр предназначен для реализации в оборудовании или программном обеспечении. Перестановки выбраны так, чтобы минимизировать количество операций сдвига и маски.

## Описание алгоритма
Ключевым элементом в структуре шифра является несбалансированная сеть Фейстеля. Входные блоки поделены на четыре регистра, по два байта каждый. В новом раунде три последних правых блока объединяются в контрольный блок и складываются по модулю 2 с раундовым ключом, созданным из основного при помощи алгоритма ключевого расписания. Полученные 48 бит разбиваются на 8 частей и становятся входными параметрами шести S-блоков. В свою очередь, каждый S-блок преобразует 6 входных битов в 2 выходных. 16-битный результат S-блоков складывается по модулю 2 с крайним слева входным блоком, и результат становится крайним справа регистром входного блока следующего раунда. Три крайних справа регистра текущего раунда смещаются без изменений на одну позицию влево. Таким образом формируется входной блок для следующего раунда.

## S-блоки и перестановки
Нелинейность процесса шифрования и раундовых ключей обеспечивается преимущественно восемью S-блоками, S1…S8. На вход выбираются биты из поданных 16-битных регистров a, b и c. Порядок выбора определяется таблицей 1 (бит с позицией 0 наименее значащий):
| S-блоки | входные биты | входные биты | входные биты | входные биты | входные биты | входные биты |
| ------- | ------------ | ------------ | ------------ | ------------ | ------------ | ------------ |
| S-блоки | 0            | 1            | 2            | 3            | 4            | 5            |
| S1      | a2           | a5           | b6           | b9           | c11          | c13          |
| S2      | a1           | a4           | b7           | b10          | c8           | c14          |
| S3      | a3           | a6           | b8           | b13          | c0           | c15          |
| S4      | a12          | a14          | b1           | b2           | c4           | c10          |
| S5      | a0           | a10          | b3           | b14          | c6           | c12          |
| S6      | a7           | a8           | b12          | b15          | c1           | c5           |
| S7      | a9           | a15          | b5           | b11          | c2           | c7           |
| S8      | a11          | a13          | b0           | b4           | c3           | c9           |

## Ключевое расписание
В каждом раунде шифра используется секретный ключевой параметр, который сложением по модулю 2 влияет на входы S-блоков. Соответственно, при каждом раунде запрашивается 48 бит. Для конвертации 128 бит ключа в последовательность из 48 бит, MacGuffin использует итерированную версию своей функции шифрования блоков.

## Криптоанализ
Как и DES, MacGuffin поддаётся дифференциальному криптоанализу, суть которого в анализе вероятностей получения определённой разности значений функции Фейстеля при заданной разности аргументов. Оптимальная 4-раундовая характеристика имеет вероятность {\displaystyle {\frac {1}{149}}}, в то время, как 2-раундовая DES {\displaystyle {\frac {1}{234}}}. Таким образом, 32 раунда MacGuffin менее устойчивы, чем 16 DES.